# Delphinium hamatum
Delphinium hamatum är en ranunkelväxtart som beskrevs av Adrien René Franchet. Delphinium hamatum ingår i släktet storriddarsporrar, och familjen ranunkelväxter. Inga underarter finns listade i Catalogue of Life.